# Tagondaing
Tagondaing ou Tagundaing ( birman: တံခွန်တိုင်; MLCTS: tam hkwan tuing ) est un village de Birmanie (Myanmar) faisant partie de l'État Karen. Il est situé sur la rive ouest de la Winyaw. En 2014, lors du dernier recensement, il comptait 4 994 habitants.